# 埃文斯高地
埃文斯高地（英語：Evans Heights），是南極洲的高地，位於維多利亞地的斯科特海岸，屬於阿爾伯特親王山脈的一部分，處於伍德伯里冰川終點西部，美國地質調查局根據測量和該國海軍的空中照片繪入地圖，現時由南極條約體系管理。